# Chlorops australiensis
Chlorops australiensis är en tvåvingeart som beskrevs av Curtis W. Sabrosky 1955. Chlorops australiensis ingår i släktet Chlorops och familjen fritflugor. Inga underarter finns listade i Catalogue of Life.